# 海德公园 (犹他州)
海德公园（英語：Hyde Park）是美国犹他州卡什县下属的一座城市。建市于1860年，面积大约为3.37平方英里（8.7平方公里），海拔约为4,537英尺（1,383米）。根据2010年美国人口普查，该市有人口3,833人。